# Roseaux (kommun)
Roseaux är en kommun i Haiti.   Den ligger i departementet Grand'Anse, i den västra delen av landet, 180 km väster om huvudstaden Port-au-Prince.